# 1922 في النرويج
فيما يلي قوائم الأحداث التي وقعت خلال عام 1922 في النرويج.

## سياسة

### تعيين في المنصب
- 31 مايو – يوهان لودفيغ موفينكل وزير الخارجية في النرويج.

## مواليد

### مايو
- 23 مايو – إريك هولمبرغ

## وفيات

### مارس
- 7 مارس – أكسل تو (مواليد 1863) رياضياتي نرويجي.

### أغسطس
- 21 أغسطس – يورغن لفلاند (مواليد 1848) سياسي نرويجي.

### أكتوبر
- 1 أكتوبر – لودفيغ مولر (مواليد 1868)

### ديسمبر
- 17 ديسمبر – جيمس دافيدسون (مواليد 1854) سياسي أمريكي.